# Mohuijco
Mohuijco är en ort i Mexiko.   Den ligger i kommunen Chiconamel och delstaten Veracruz, i den sydöstra delen av landet, 210 km norr om huvudstaden Mexico City. Mohuijco ligger 163 meter över havet och antalet invånare är 284.
Terrängen runt Mohuijco är platt åt nordost, men åt sydväst är den kuperad. Terrängen runt Mohuijco sluttar norrut. Runt Mohuijco är det ganska tätbefolkat, med 108 invånare per kvadratkilometer. Närmaste större samhälle är Huejutla de Reyes, 12,7 km söder om Mohuijco. Trakten runt Mohuijco består till största delen av jordbruksmark.